# Banco da Escócia
O Bank of Scotland plc (em português: Banco da Escócia, em escocês: Bank o Scotland, em gaélico escocês:  Banca na h-Alba) é um banco comercial e de compensação com sede em Edimburgo, na Escócia. Com uma história que data do século XVII, é o quinto banco sobrevivente mais antigo do Reino Unido (o Banco da Inglaterra foi estabelecido um ano antes) e é a única instituição comercial criada pelo Parlamento da Escócia que ainda existe. Foi um dos primeiros bancos da Europa a imprimir suas próprias notas de banco e continua imprimindo suas próprias notas de libras esterlinas sob acordos legais que permitem que os bancos escoceses emitam moeda.
Em junho de 2006, a Lei de Reorganização do Grupo HBOS de 2006 foi aprovada pelo Parlamento do Reino Unido, permitindo que a estrutura do banco fosse simplificada. Como resultado, o Governador e a Companhia do Bank of Scotland se tornaram Bank of Scotland plc em 17 de setembro de 2007.
O Bank of Scotland é uma subsidiária do Lloyds Banking Group desde 19 de janeiro de 2009, quando o HBOS foi adquirido pelo Lloyds TSB.

## História

### Estabelecimento

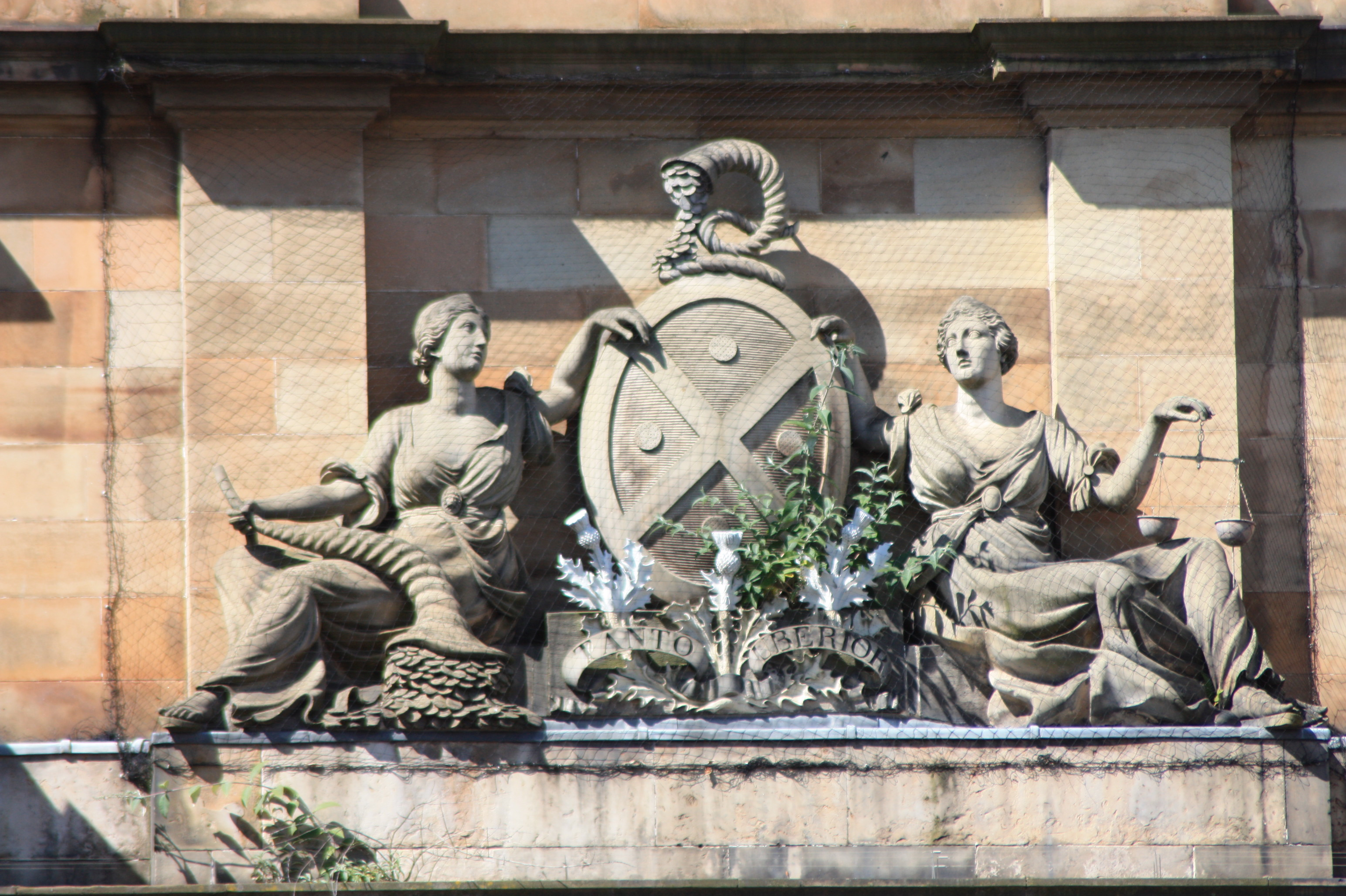
Crista do Bank of Scotland, Sede, The Mound, Edimburgo

O governador e a empresa do Banco da Escócia foram estabelecidos por uma Lei do Parlamento da Escócia em 17 de julho de 1695, a lei para a criação de um banco na Escócia, que abriu seus negócios em fevereiro de 1696. Embora estabelecido logo após o Banco da Inglaterra (1694), o Banco da Escócia era uma instituição muito diferente. Onde o Banco da Inglaterra foi criado especificamente para financiar gastos com defesa pelo governo inglês, o Banco da Escócia foi estabelecido pelo governo escocês para apoiar negócios escoceses e foi proibido de emprestar ao governo sem aprovação do parlamento. A lei fundadora concedeu ao banco o monopólio dos bancos públicos na Escócia por 21 anos, permitiu que os diretores do banco levantassem um capital nominal de 1.200.000 libras escocesas (100.000 libras esterlinas), concedendo aos proprietários (acionistas) uma responsabilidade limitada, e na cláusula final (revogada apenas em 1920), todos os proprietários nascidos no exterior naturalizaram os escoceses "para todos os fins e objetivos". John Holland, um inglês, foi um dos fundadores do banco. Seu primeiro contador-chefe foi George Watson.

### Séculos XVIII e XIX

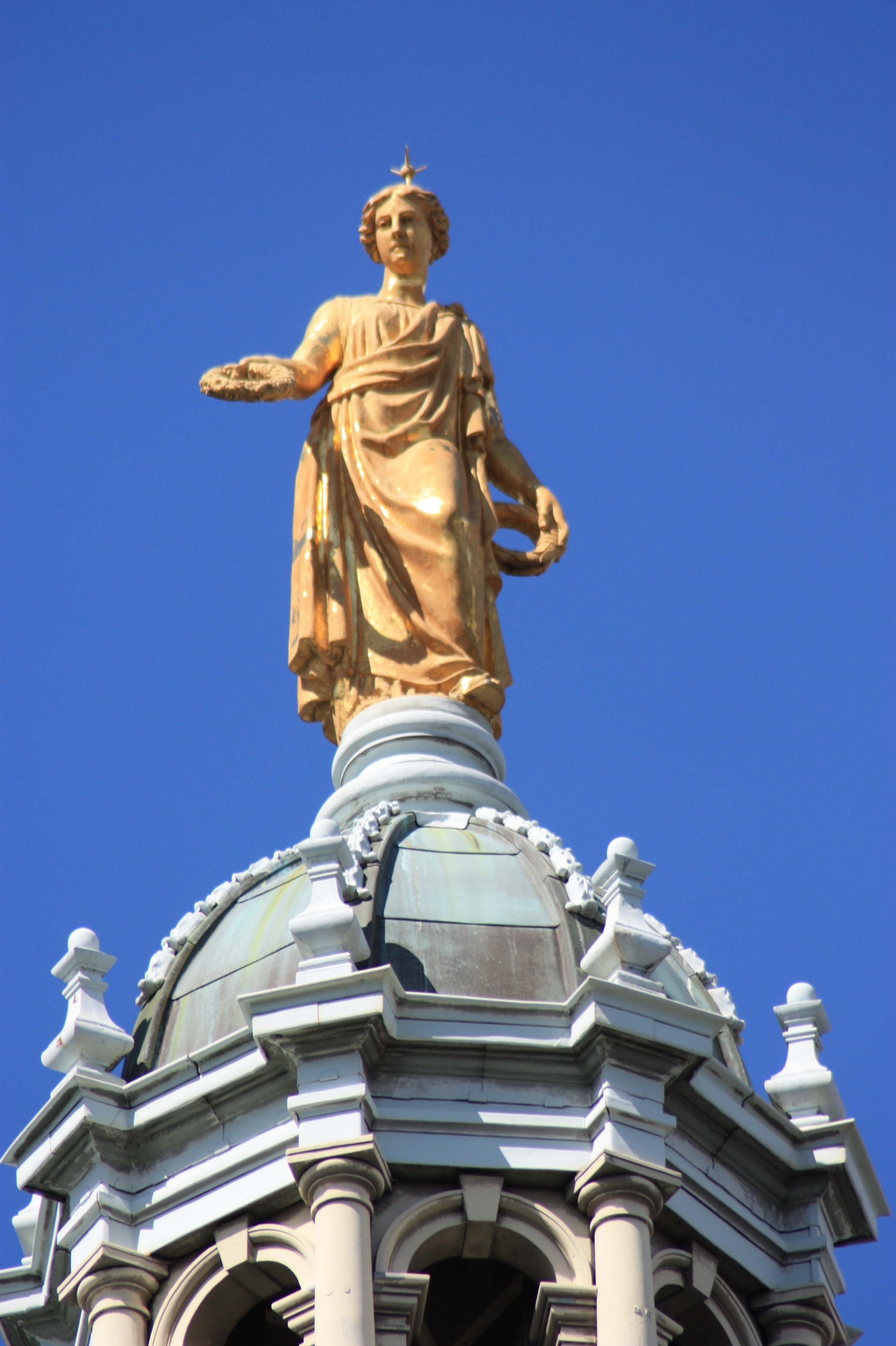
Estátua de ouro da fama no topo da cúpula principal, sede do Banco da Escócia, Edimburgo por John Rhind

O Banco da Escócia era suspeito de simpatias jacobitas. Seu primeiro rival, o Royal Bank of Scotland, foi formado por carta real em 1727. Isso levou a um período de grande competição entre os dois bancos, enquanto tentavam se afastar dos negócios. Embora as "guerras bancárias" tenham terminado por volta de 1751, logo surgiram outras fontes, pois outros bancos escoceses foram fundados em todo o país. Em resposta, o próprio Banco da Escócia começou a abrir agências por toda a Escócia. A primeira filial em Londres foi inaugurada em 1865.
O banco também assumiu a liderança no estabelecimento da segurança e estabilidade de todo o sistema bancário escocês, que se tornou mais importante após o colapso do Ayr Bank em 1772, na crise após o colapso da casa de Neal em Londres, James, Fordyce e Down . O Western Bank entrou em colapso em 1857, e o Banco da Escócia interveio com os outros bancos escoceses para garantir que todas as notas do Banco Ocidental fossem pagas. Ver Crise de crédito de 1772.

### Século XX
Na década de 1950, o Banco da Escócia esteve envolvido em várias fusões e aquisições com diferentes bancos. Em 1955, o Banco se fundiu com o Union Bank of Scotland. O Banco também se expandiu para o crédito ao consumidor com a compra da North West Securities, sediada em Chester (atualmente Capital Bank). Em 1971, o Banco concordou em se fundir com o British Linen Bank, propriedade do Barclays Bank. A fusão viu o Barclays Bank adquirir uma participação de 35% no Bank of Scotland, uma participação que manteve até os anos 90. A divisão de bancos comerciais do Bank of Scotland foi relançada como British Linen Bank (agora conhecido como HBOS Treasury Services).
Em 1959, o Bank of Scotland tornou-se o primeiro banco no Reino Unido a instalar um computador para processar contas centralmente. Às 11 horas da manhã de 25 de janeiro de 1985, o Banco introduziu o HOBS (Serviços Bancários Domésticos e Comerciais), uma aplicação antecipada da tecnologia de acesso remoto que está sendo disponibilizada aos clientes bancários. Isso se seguiu a um serviço de pequena escala operado em conjunto com a Nottingham Building Society por dois anos, mas desenvolvido pelo Bank of Scotland. O novo serviço HOBS permitiu que os clientes acessassem suas contas diretamente na tela da televisão, usando a rede telefônica Prestel.

### Expansão internacional
A chegada do petróleo do Mar do Norte à Escócia na década de 1970 permitiu que o Banco da Escócia se expandisse para o setor de energia. Mais tarde, o Banco utilizou essa experiência em financiamento de energia para expandir internacionalmente. O primeiro escritório internacional foi aberto em Houston, no Texas, seguido por mais nos Estados Unidos, Moscou e Singapura. Em 1987, o Banco adquiriu o Countrywide Bank da Nova Zelândia (posteriormente vendido ao Lloyds TSB em 1998). Mais tarde, o Banco expandiu-se para o mercado australiano adquirindo o Bank of Western Australia, com sede em Perth.
Um período controverso na história do Banco foi a tentativa em 1999 de entrar no mercado bancário de varejo dos Estados Unidos por meio de uma joint venture com o evangelista Pat Robertson. A ação foi recebida com críticas de grupos de direitos civis no Reino Unido, devido às opiniões controversas de Robertson sobre a homossexualidade. O Banco foi forçado a cancelar o acordo quando Robertson descreveu a Escócia como uma "terra escura invadida por homossexuais".

### HBOS

#### Formação do HBOS

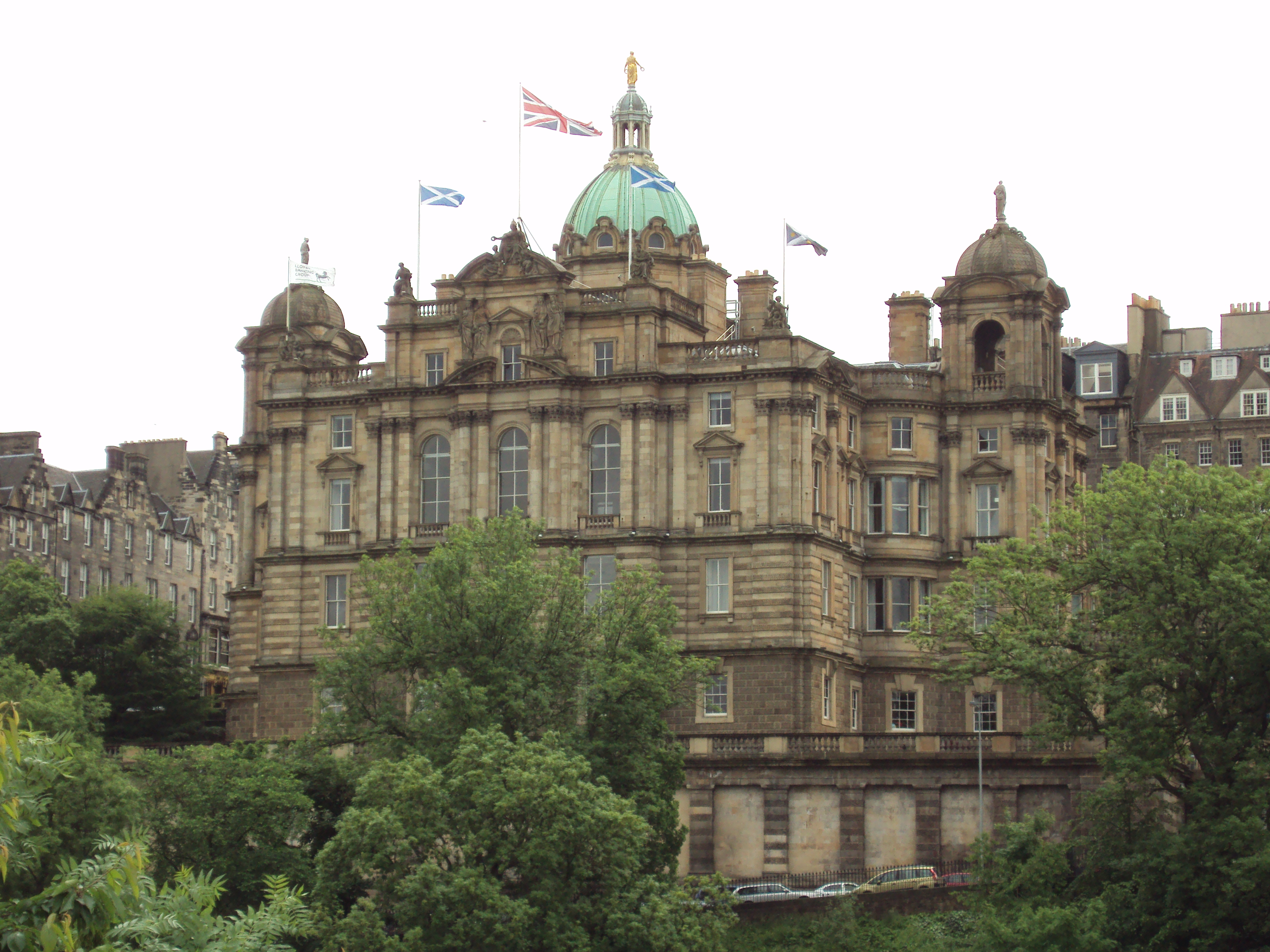
Sede na North Bank Street, Edimburgo (a rua é nomeada em homenagem ao banco ter se mudado para lá em 1806)

No final dos anos 90, o mercado do setor financeiro do Reino Unido passou por um período de consolidação em larga escala. Muitas das grandes sociedades de construção civil estavam desmutualizando e se tornando bancos por direito próprio ou se fundindo com bancos existentes. Por exemplo, o Lloyds Bank e o TSB Bank fundiram-se em 1995 para criar o Lloyds TSB. Em 1999, o Banco da Escócia fez uma oferta pública de aquisição pelo National Westminster Bank. Como o Banco da Escócia era significativamente menor que o NatWest, com sede na Inglaterra, o movimento foi visto como um movimento audacioso e arriscado. No entanto, o Royal Bank of Scotland apresentou uma oferta rival e uma batalha amarga de aquisição se seguiu, com o Royal Bank o vencedor.
O Banco da Escócia era agora o centro de outras oportunidades de fusão. Uma proposta de fusão com o Abbey National foi explorada, mas mais tarde rejeitada. Em 2001, o Bank of Scotland e o Halifax acordaram uma fusão para formar o HBOS ("Halifax Bank of Scotland"). A sede era para ficar em Edimburgo, e as marcas de ambos os bancos continuariam sendo usadas.

#### Lei de Reorganização do HBOS
Em 2006, a HBOS garantiu a aprovação da Lei de Reorganização do Grupo HBOS de 2006, uma lei particular do Parlamento que permitiria ao grupo operar dentro de uma estrutura simplificada. A lei permitiu que o HBOS fizesse do Governador e da Companhia do Bank of Scotland uma companhia pública limitada, Bank of Scotland plc, que se tornou a principal subsidiária bancária do HBOS. A Halifax plc transferiu seus compromissos para o Bank of Scotland plc e, embora a marca tenha sido mantida, a Halifax começou a operar sob a licença bancária da empresa no Reino Unido.
As disposições da lei foram implementadas em 17 de setembro de 2007.

#### Lloyds Banking Group
Em 2008, o HBOS Group concordou em ser assumido pelo Lloyds TSB Group.

### Série de 1995

A nota de 50 libras da série Tercentenária (1995)

### Série "Pontes" de 2007

Uma nota de £20 da edição de 2007.

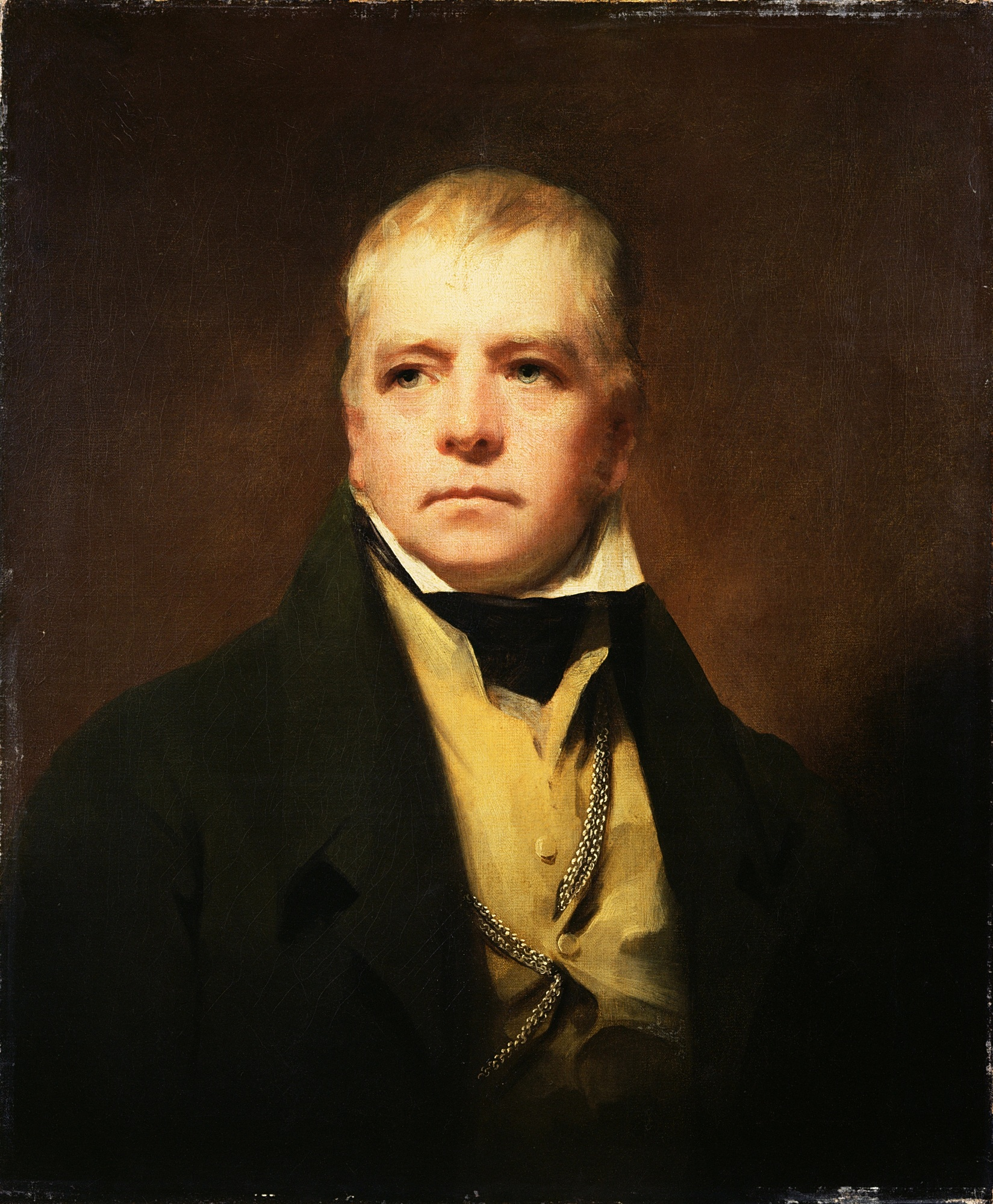
Retrato de Raeburn, de 1822, de Sir Walter Scott